# 伊斯坦布尔流浪猫

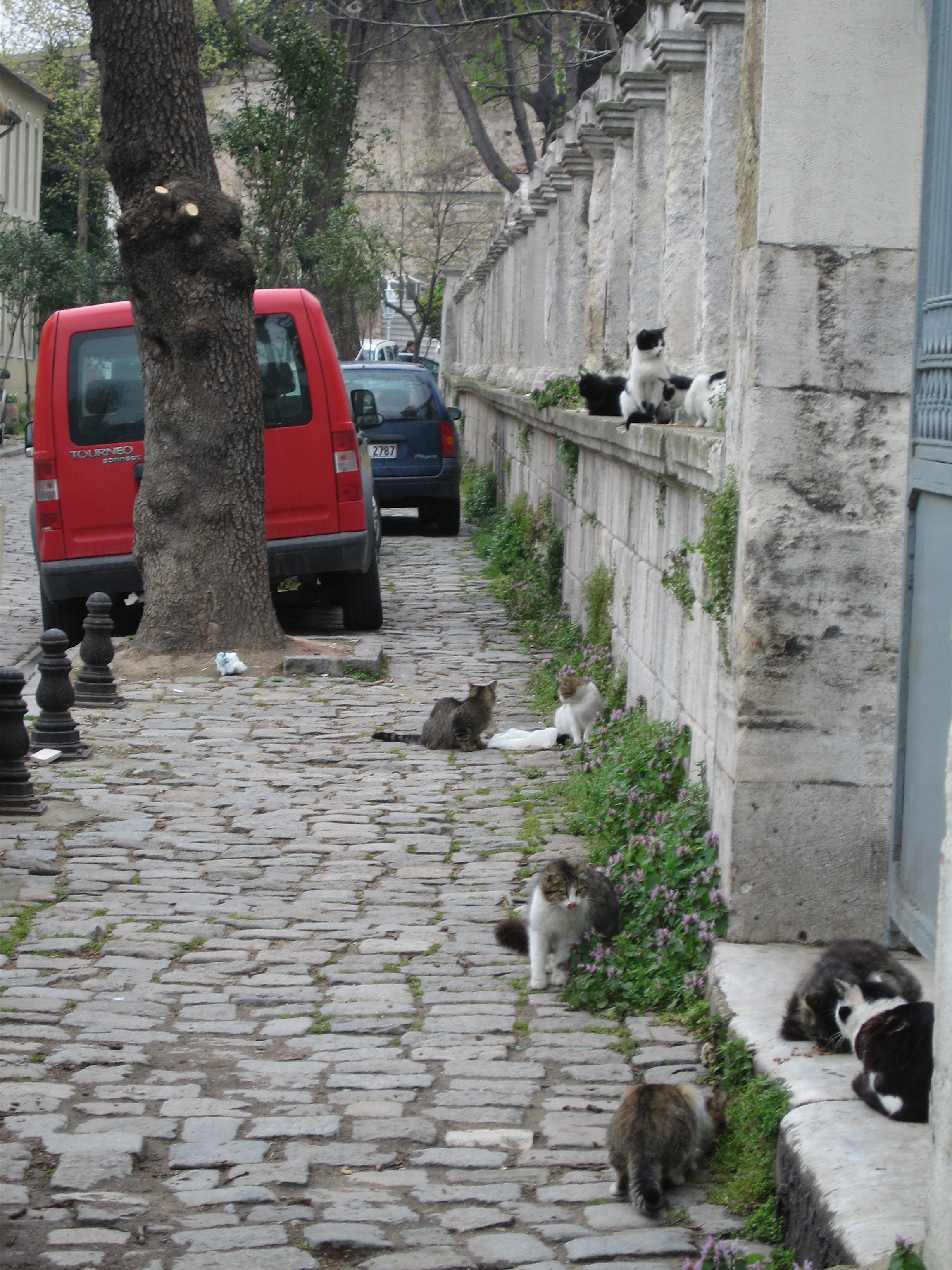
伊斯坦布尔的流浪猫，摄于2006年

土耳其伊斯坦布尔的流浪猫（土耳其語：sokak kedisi）相当多，根据不同统计，数量为10万至100多万不等。不少土耳其人认为街头的小动物并非流浪，而是社区共有的宠物。

## 历史
“伊斯坦布尔的猫”小组成员艾谢·萨本久（Ayşe Sabuncu）在接受BBC采访时介绍，自奥斯曼帝国时代起，伊斯坦布尔就已遍布野猫。彼时的房屋多为木制，滋生鼠患，人们于是饲养猫咪捕鼠。
亦有多家媒体指这可能和盛行于土耳其的伊斯兰教有关。猫在伊斯兰教中是受尊敬的动物，许多圣训中都有先知穆罕默德禁止迫害杀害猫咪的记载。猫也因爱好清洁因而受推崇，被穆斯林视为“模范宠物”。

## 待遇

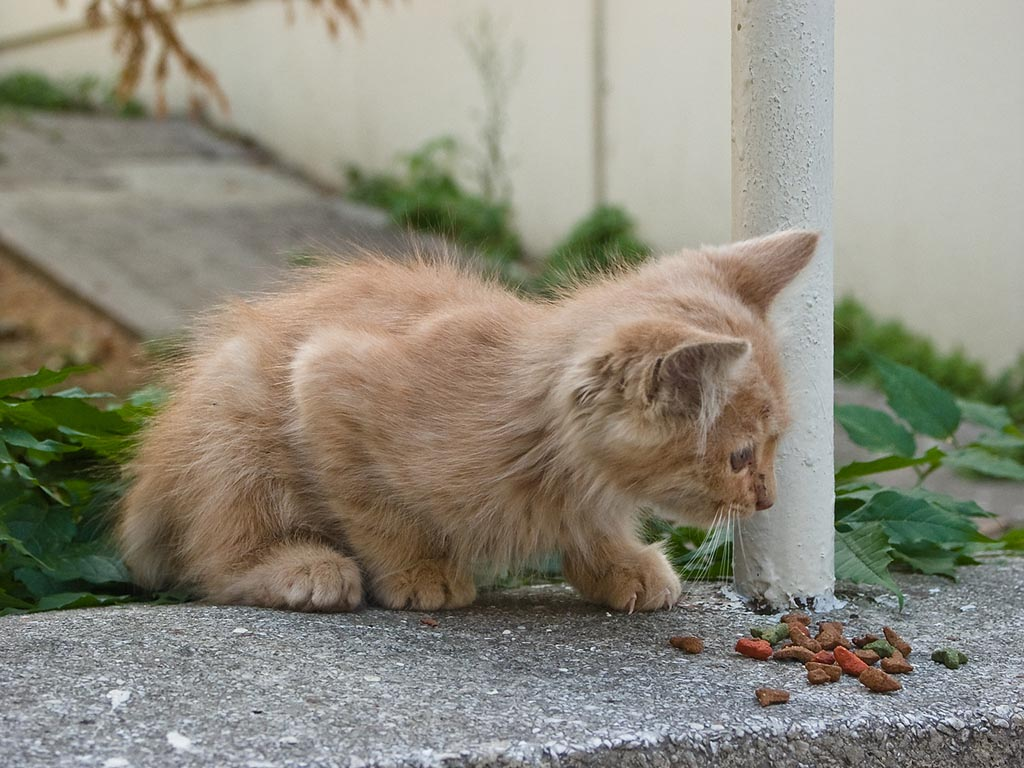
小猫进食，摄于艾米諾努

流浪猫遍布于伊斯坦布尔的街头，无论是大学教室里，渡轮上，公交车座位上，抑或是地铁上，处处是流浪猫的踪迹，且不受打扰。街头常见为流浪猫建造的猫舍。居民在猫舍处放置食物和水来喂养猫咪。市府亦建造自动喂养机，可藉由投币为周围的流浪猫狗提供食物。喂养机周围亦因而聚集不少猫咪。
对于流浪猫，土耳其政府执行不捕不杀的政策。2024年，土耳其政府通過新法令明訂对流浪貓犬等動物类实施捕捉及安樂死的條件與時程，例如預計在2028年前全面安置流浪狗，新法令審議期間引起土耳其社會相當多的辯論，對於民眾喜歡購買寵物卻又棄養於公眾環境有相當深入的討論。有關於土耳其新版動物保護法修正案對於流浪動物的強制集中收容、修改待遇、及安樂死之等重要差異，可參見https://dkndlaw.com/legal-alerts/amendment-to-the-animal-protection-law-and-similar-practices-worldwide/ （页面存档备份，存于）

### 健康
一项2011年的研究统计了伊斯坦布尔流浪动物的绦虫感染情况，发现4.65%的猫咪感染了乔伊绦虫。流浪猫群中间，猫免疫缺陷病毒和猫白血病病毒亦常有发现。
尽管流浪猫是狂犬病的潜在媒介，在2000年至2014年土耳其的21例狂犬病例中，并没有病例是因接触猫群而感染。
多位兽医批评当地人喂养流浪猫的做法。2015年，一篇由罗格斯大学学者发表的论文指出，集体喂食会吸引动物集聚，这会促进某些疾病的传播。患病的动物接触过的容器也会感染其他健康的动物。

## 法律

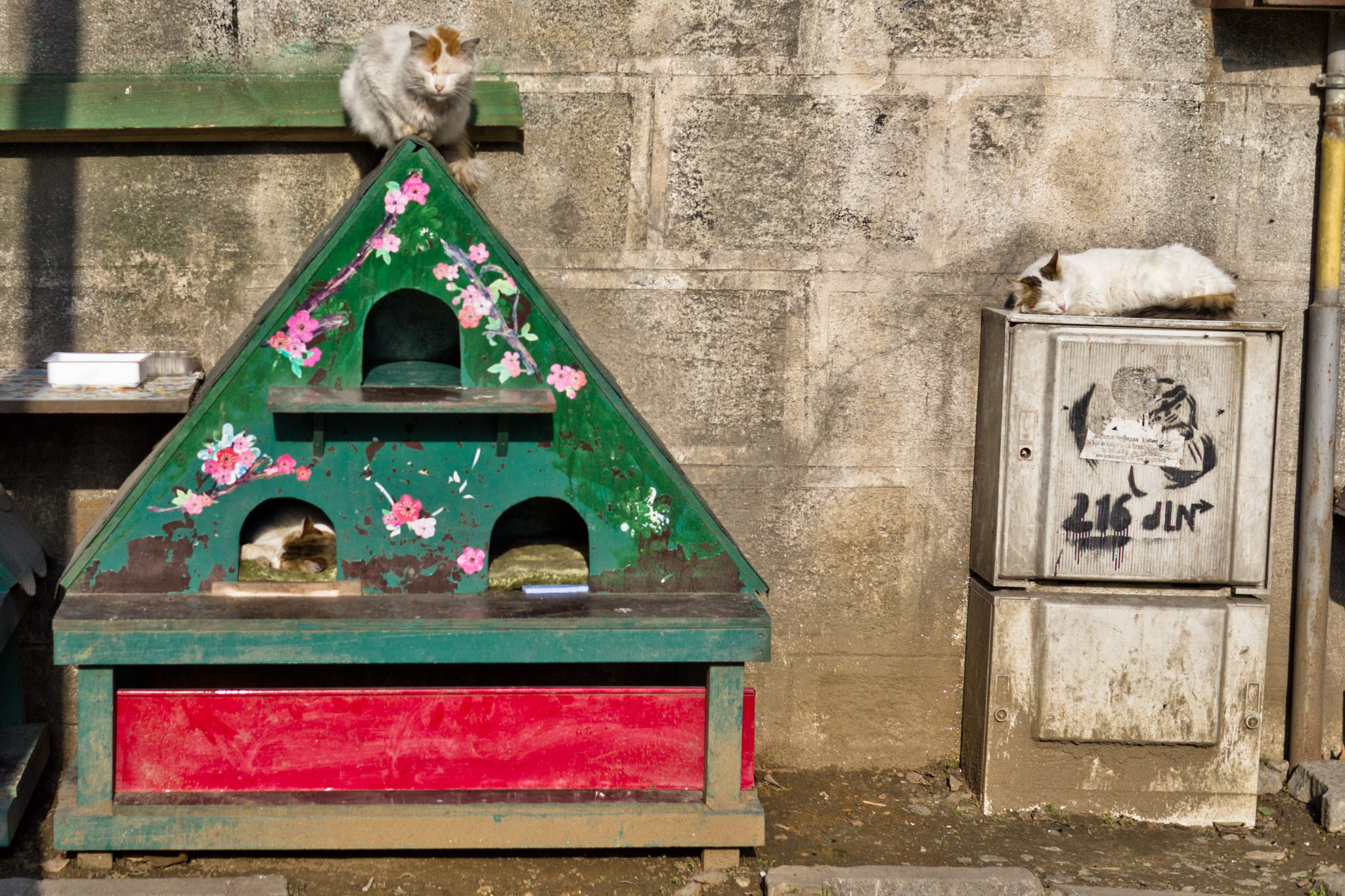
吉汉吉尔街头的的流浪猫舍

在2021年之前，土耳其法律长期将流浪动物和家养动物定义为“货品”，而非生命。这种分类方式遭到动物权利运动成员批评，主要是因为虐待动物行为的处罚过于宽松。2021年，土耳其通过新法案，授予动物“生命体”地位，虐待动物的罪行会招致六个月至四年监禁；同时，该法案亦强制要求对流浪动物实行绝育。
2019年，在小切克梅杰，一名日本人宰杀了五只流浪猫食用，遭驱逐出境。这一事件成为新闻，亦招来两国舆论的愤慨反应。

## 流行文化
伊斯坦布尔的流浪猫成为独特现象，逐渐知名于世界，社交媒体在其中起到关键作用。媒体将伊斯坦布尔称为“猫城”。
2016年，纪录片《爱猫之城》面世，聚焦伊斯坦布尔的流浪猫，受到好评。
日本画家佐竹美保2015年的儿童书《伊斯坦布尔猫咪搜集》讲述了日本人学校的学生在伊斯坦布尔寻找一只梵猫的故事。

## 图集

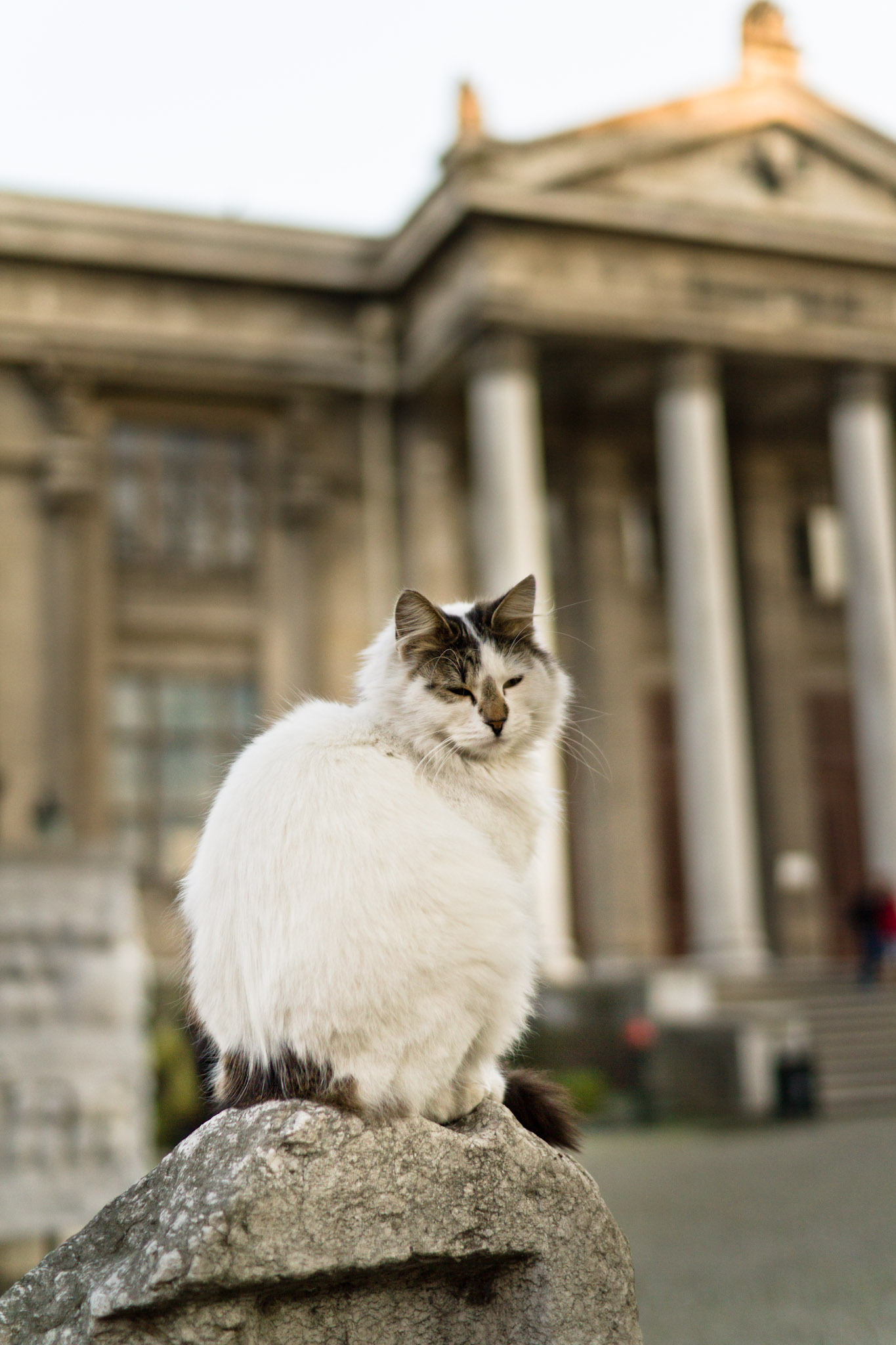
伊斯坦布尔考古博物馆附近的流浪猫
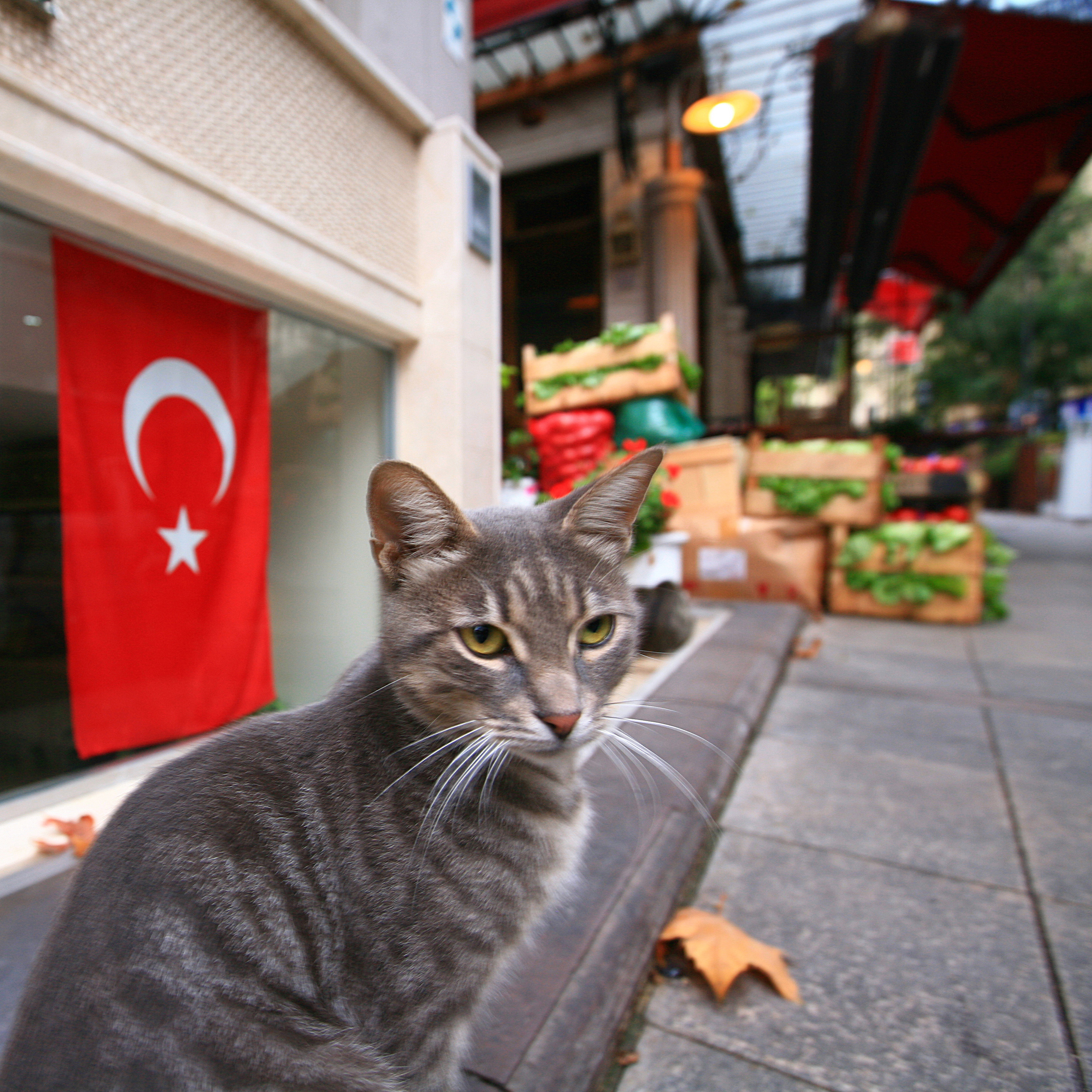
法蒂赫的一只虎斑猫，后景是土耳其国旗
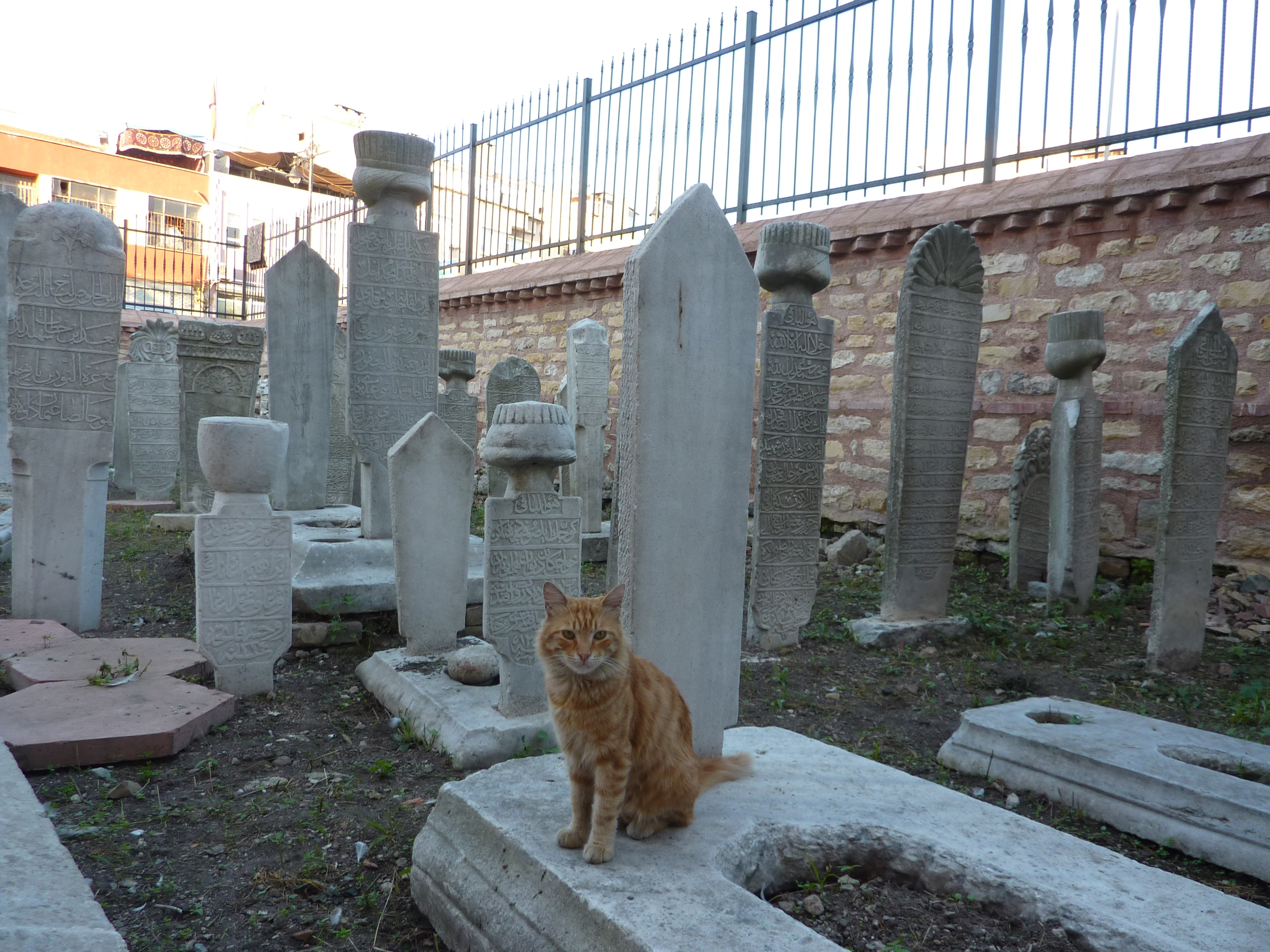
小聖索菲亞大教堂墓园的橘猫
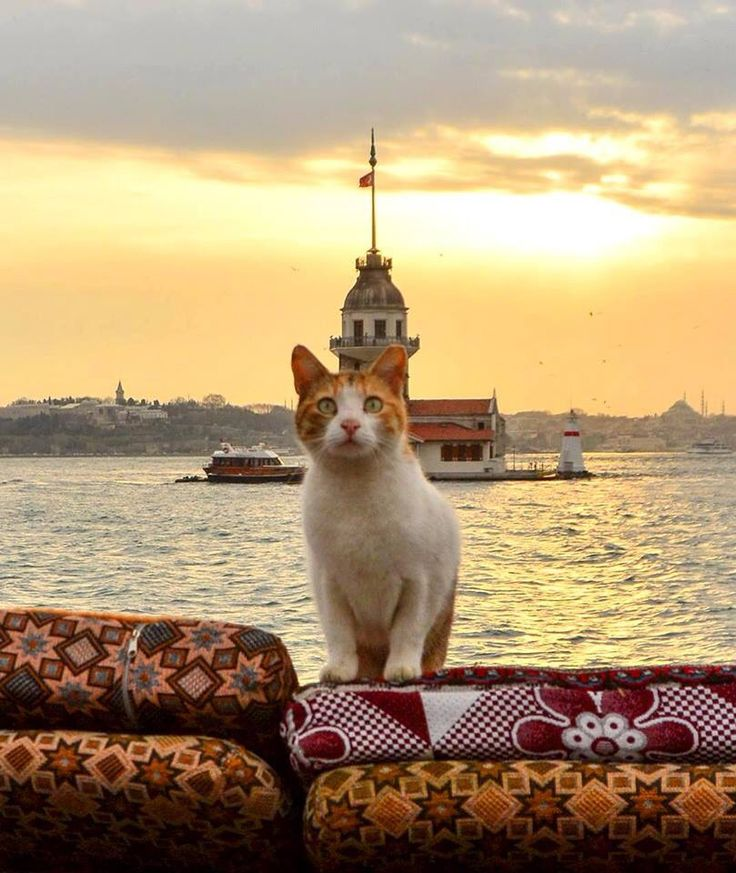
虎斑白猫，后景是少女塔
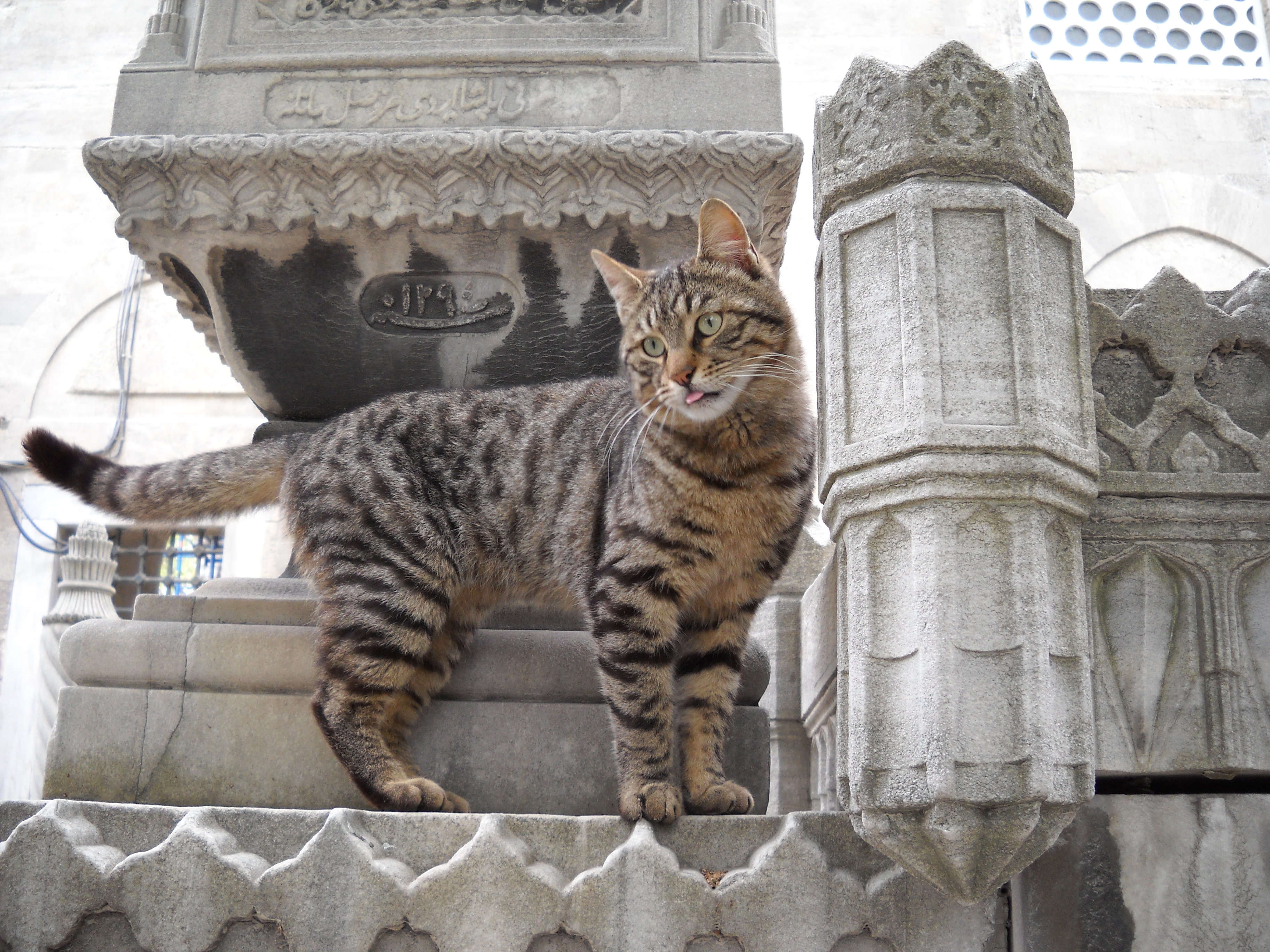
苏莱曼尼耶清真寺墓园的猫咪
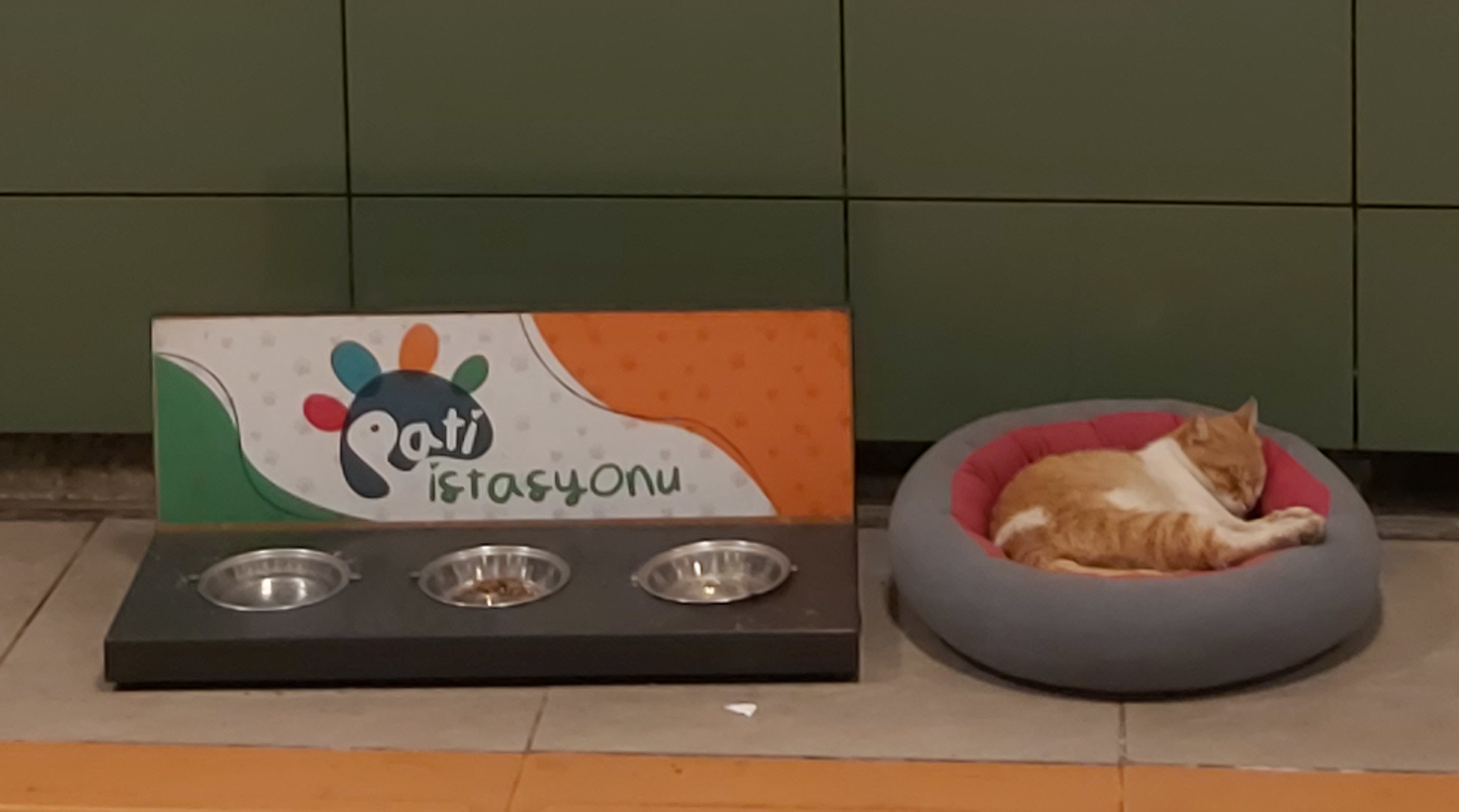
索甘勒克地铁站（英语：Soğanlık (Istanbul Metro)）里正在休息的猫咪
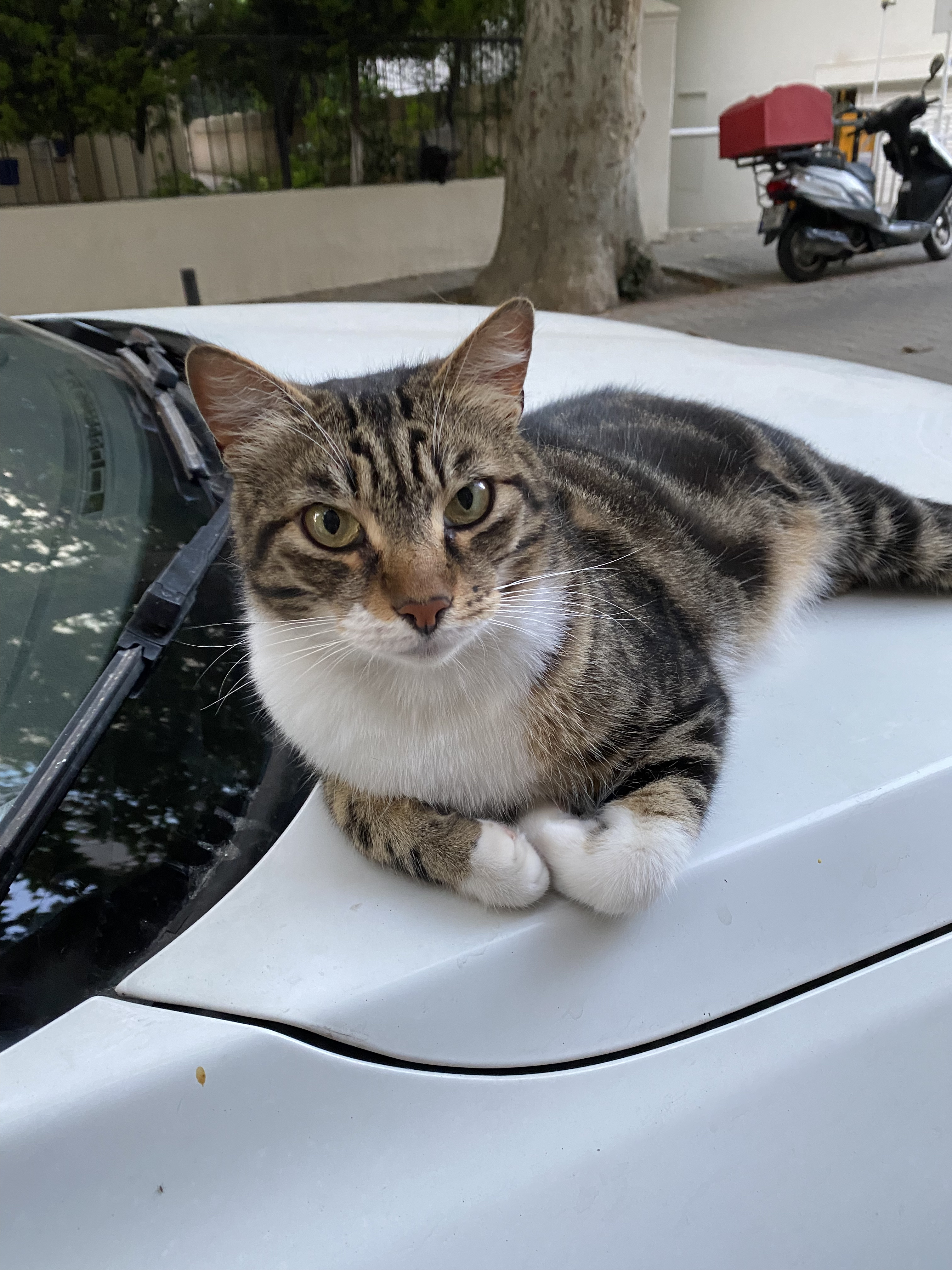
卡德柯伊的猫咪
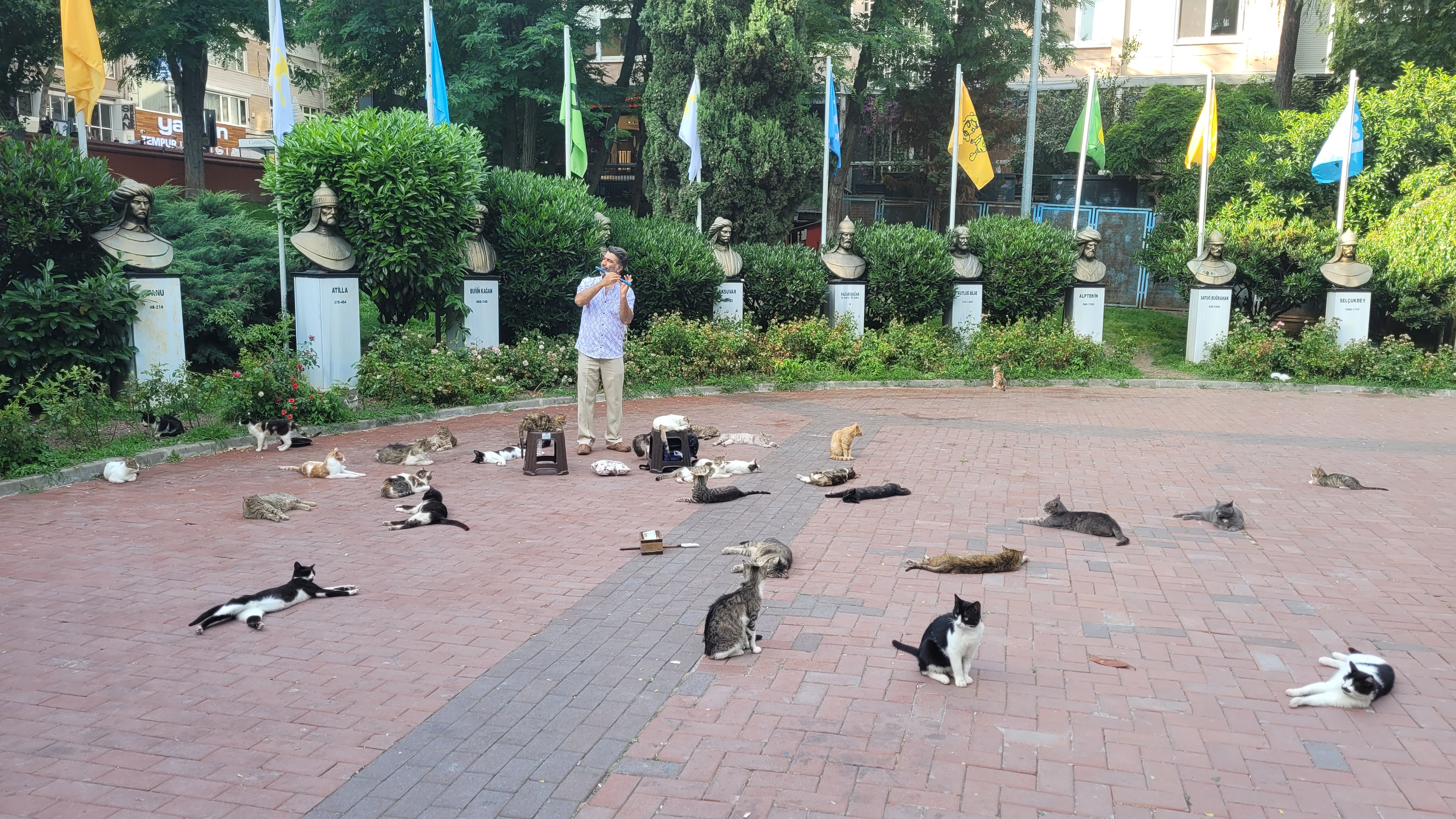
马奇卡公园（英语：Maçka Park）里的猫咪